# مانويل دوس سانتوس فرناندس
مانويل دوس سانتوس فرناندس (بالفرنسية: Manuel Dos Santos)‏ هو لاعب كرة قدم فرنسي، ولد في 28 مارس 1974 في برايا في الرأس الأخضر. شارك مع منتخب فرنسا تحت 21 سنة لكرة القدم. أما مع النوادي، فقد لعب مع أولمبيك مارسيليا ونادي بنفيكا ونادي ستراسبورغ ونادي موناكو ونادي مونبلييه.

## وصلات خارجية
- مانويل دوس سانتوس فرناندس على موقع رابطة كرة القدم الفرنسية للمحترفين (الإنجليزية)
- مانويل دوس سانتوس فرناندس على موقع قاعدة بيانات كرة القدم.إي يو (الإنجليزية)
- مانويل دوس سانتوس فرناندس على موقع بيانات كرة القدم. دي إي (الألمانية)
- مانويل دوس سانتوس فرناندس على موقع ليكيب (الفرنسية)